# Sulfato de cério(III)
Sulfato de cério(III) também conhecido como Sulfato ceroso é um composto inorgânico. Este sal é um dos poucos que que decresce sua solubilidade em água a medida que se aumenta a temperatura da solução. 